# Keiko Maeda
Keiko Maeda –en japonés, 前田 桂子, Maeda Keiko– (Takasago, 25 de marzo de 1980) es una deportista japonesa que compitió en judo. Ganó una medalla de oro en el Campeonato Mundial de Judo de 1999, y una medalla de bronce en el Campeonato Asiático de Judo de 2000.

## Palmarés internacional
| Campeonato Mundial  | Campeonato Mundial       | Campeonato Mundial | Campeonato Mundial |
| Año                 | Lugar                    | Medalla            | Categoría          |
| ------------------- | ------------------------ | ------------------ | ------------------ |
| 1999                | Birmingham (Reino Unido) | Medalla de oro     | –63 kg             |
| Campeonato Asiático |                          |                    |                    |
| Año                 | Lugar                    | Medalla            | Categoría          |
| 2000                | Osaka (Japón)            | Medalla de bronce  | –63 kg             |